# Retrospel
Retrospel har i början av 2000-talet blivit en populär benämning på äldre datorspel och TV-spel som på nytt blivit populära. Retrospelen spelas i regel på tre sätt: 1. Med originalspel på originalhårdvara, 2. På dator via en så kallad emulator eller 3. I en ny version på modern hårdvara.
Retrospelande växer världen över och innehar numera ofta en helt egen sektion på spelsajter och i speltidningar även om svenska medier fortfarande ligger lite efter till exempel England och USA. I Sverige är det än så länge främst bloggar och poddradio som sköter den mediala rapporteringen av genren. Exempel på sådana är bloggen Retroguiden och poddradion Spelklassiker.
Retrogathering är spelträffen som ägt rum årligen sedan 2006, första året i Västerås och därefter i Bromma 2007-2011 för att sedan flytta tillbaka till Västerås 2012. På programmet står bland annat Pong-SM och årliga paneldiskussioner med viktiga personer i den tidiga spelhistorien. Retrogathering har hela tiden haft fokus på de äldsta systemen och de tidiga upplagorna var mer eller mindre fria från Nintendo och andra populära system. Detta har ändrats under senare år och numera så är även figurer som Mario och Sonic mer än välkomna. Retrogathering har sitt ursprung ur Sveriges största forum för samlare av gamla datorer och tv-spel, Vintagegames och är, sett till utställningsytan och antalet utställare, Sveriges största retroträff. Sedan 2012 har mässan åter arrangerats i Västerås.
Retrospelsmässan som årligen ägt rum i Göteborg sedan 2010 är Sveriges största event när det gäller Retrospel. 2015 års upplaga av mässan lockade över 3800 personer.

## Exempel på retrospel/retrospelserier
- Asteroids: 1979
- Donkey Kong: 1981
- Mega Man: 1987
- Metroid: 1986
- Missile Command: 1980
- Pong: 1972
- Sonic the Hedgehog: 1991
- Space Invaders: 1978
- Street Fighter: 1987
- Super Mario Bros.: 1985
- Tetris: 1989
- Wonder Boy: 1986
- Zelda: 1986